# Nomada flavilabris
Nomada flavilabris är en biart som beskrevs av Morawitz 1875. Nomada flavilabris ingår i släktet gökbin, och familjen långtungebin. Inga underarter finns listade i Catalogue of Life.